# Tour of Scandinavia
Tour of Scandinavia - ‘Battle of the North’ er et etapeløb i landevejscykling for kvinder, der blev kørt for første gang i august 2022. Det finder sted i de skandinaviske lande Danmark, Sverige og Norge, og er en del af UCI Women's World Tour.
På grund af økonomiske vanskeligheder med at skabe nok indtægter i Sverige ved løbet i 2023, blev løbets eneste etape i landet fjernet fra rutekortet, og der skulle i stedet kun køres fem etaper, tre i Norge og to i Danmark.
De økonomiske vanskeligheder er fortsat i 2024, og arrangørerne har i starten af maj meddelt, at årets løb er helt aflyst, da der mangler 3 millioner norske kr for at få budgettet til at hænge sammen.

## Vindere
| År   | Vinder                | Toer                  | Treer           |        |
| ---- | --------------------- | --------------------- | --------------- | ------ |
| 2022 | Cecilie Uttrup Ludwig | Liane Lippert         | Alexandra Manly |        |
| 2023 | Annemiek van Vleuten  | Cecilie Uttrup Ludwig | Amber Kraak     |        |
| 2024 | aflyst                | aflyst                | aflyst          | aflyst |
| 2025 | aflyst                | aflyst                | aflyst          | aflyst |